# San Francisco Giants

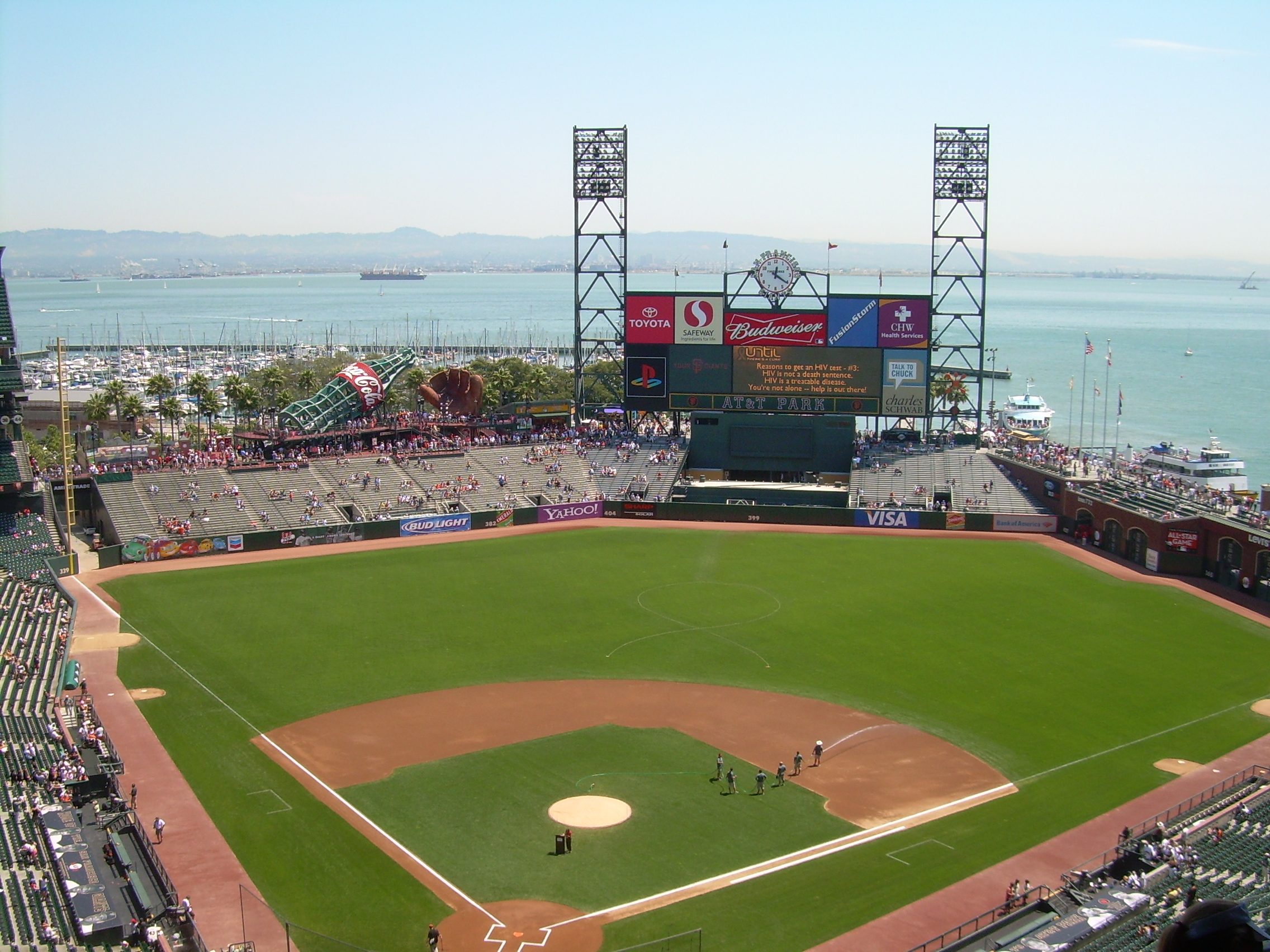
Domácí stadion AT&T Park

San Francisco Giants je profesionální baseballový klub z Major League Baseball, patřící do západní divize National League. Klub byl založen v roce 1883 v New Yorku pod jménem New York Gothams. V roce 1886 byl klub přejmenován na New York Giants a v roce 1958 přestěhován do San Francisca, čímž získal dnešní název.
Za svou historii klub celkem dvaadvacetkrát vyhrál National League, sedmkrát i následující Světovou sérii:
- Vítězství ve Světové sérii (7): 1905, 1921, 1922, 1933, 1954, 2010, 2012
- Vítězství v NL (22): 1888, 1889, 1904, 1905, 1911, 1912, 1913, 1917, 1921, 1922, 1923, 1924, 1933, 1936, 1937, 1951, 1954, 1962, 1989, 2002, 2010, 2012